# 鲍里斯·阿萨菲耶夫
鲍里斯·弗拉基米罗维奇·阿萨菲耶夫（俄语：Борис Владимирович Асафьев，1884年7月29日—1949年1月27日），俄国-苏联作曲家、音乐理论家。
1908年毕业于彼得堡大学文史系，1910年毕业于彼得堡音乐学院作曲系，最初在马林斯基剧院舞剧团担任音乐指导，后来在苏联科学院艺术史研究所和列宁格勒音乐学院等从事教学和研究工作，1948年担任苏联作曲家协会主席。
他早期研究形式主义美学，20年代后期推崇欧洲现代派音乐，30年代中期后，研究俄罗斯古典、民间音乐。
写有很多歌剧和芭蕾，其中比较著名的有《巴黎的火焰》，以法国大革命为背景。他的音乐理论著作在苏联的音乐生活中也很有影响力。